# Fernando Barrientos
Fernando Omar Barrientos (Medellín, 17 de novembro de 1991), conhecido por Fernando Barrientos ou Barrientos, é um futebolista argentino que joga como volante. Atualmente joga pelo Lanús.

## Carreira

### Atlético Paranaense
Em 16 de julho de 2015, o Atlético Paranaense anunciou a contratação de Fernando Barrientos.

## Títulos
Lanús
- Copa Sul-Americana: 2013

Atlético Paranaense
- Campeonato Paranaense: 2016